# Imma monocosma
Imma monocosma is een vlinder uit de familie van de Immidae. De wetenschappelijke naam van de soort is voor het eerst geldig gepubliceerd in 1979 door Arita & Diakonoff.